# Funabashi
Funabashi (船橋市?, Funabashi-shi) è una città giapponese della prefettura di Chiba.

## Descrizione
La zona di Funabashi, nella quale vivono quasi 600 000 persone, è nella zona est di Tokyo. Si affaccia sulla baia portuale della capitale giapponese ed è densamente popolata ed urbanizzata.
È attraversata da due importantissime autostrade urbane ed è servita dalla Keisei line, Tobu Noda line, Tozai line, Chuo line, keiyo line e Musashino line. Queste linee collegano Funabashi a molte altre località sparse in tutta la megalopoli.